# Luma sericea
Luma sericea là một loài bướm đêm trong họ Crambidae.